# ديفيد دودلي فيلد الثاني
ديفيد دودلي فيلد الثاني هو محامي وسياسي أمريكي، ولد في 13 فبراير 1805 في كونيتيكت في الولايات المتحدة، وتوفي في 13 أبريل 1894 في نيويورك في الولايات المتحدة. نشط حزبياً في الحزب الديمقراطي والحزب الجمهوري. وقد انتخب عضو مجلس النواب الأمريكي ‏.

## وصلات خارجية
- ديفيد دودلي فيلد الثاني على موقع الموسوعة البريطانية (الإنجليزية)
- ديفيد دودلي فيلد الثاني على موقع إن إن دي بي (الإنجليزية)